# Cserjong
Cserjong (hangul: 재령군, Cserjong-kun, handzsa: 載寧郡, RR: Chaeryŏng-kun, ’gazdag és békés’) megye Észak-Koreában, Dél-Hvanghe (Hwanghae) tartományban. 1217-ben hozták létre. 1895-ben emelték megyei rangra.

## Földrajza
Délről Sinvon (Sinwŏn), nyugatról Sincshon (Sinch'ŏn), északról Anak, keletről a Cserjong (Chaeryŏng), és annak túlpartján az Észak-Hvanghe (Hwanghae) tartománybeli Unpha (Ŭnp'a), Szarivon (Sariwŏn) határolja.
Legmagasabb pontja a 745 méter magas Csangszuszan (장수산; 長壽山, Changsusan).

## Közigazgatása
1 községből (up (ŭp)), 24 faluból (ri (ri)) és 1 munkásnegyedből (rodongdzsagu (rodongjagu)) áll:
| - Cserjong-up (재령읍; 載寧邑, Chaeryŏng-ŭp) - Kumszan-rodongdzsagu (금산로동자구; 金山勞動者區, Kŭmsan-rodongjagu) - Kanggjo-ri (강교리; 江橋里, Kanggyo-ri) - Koszan-ri (고산리; 孤山里, Kosan-ri) - Kulhe-ri (굴해리; 屈海里, Kulhae-ri) - Kimdzsevon-ri (김제원리; 金齊元里, Kimjewŏn-ri) - Namdzsi-ri (남지리; 南芝里, Namji-ri) - Tongsinhung-ri (동신흥리; 東新興里, Tongsinhŭng-ri) - Rerim-ri (래림리; 來臨里, Raerim-ri) - Rjonggjo-ri (룡교리; 龍橋里, Ryonggyo-ri) - Pjokszan-ri (벽산리; 碧山里, Pyŏksan-ri) - Pongo-ri (봉오리; 鳳梧里, Pongo-ri) - Pongcshon-ri (봉천리; 蓬泉里, Pongch'ŏn-ri) | - Pudok-ri (부덕리; 富德里, Pudŏk-ri) - Pukcsi-ri (북지리; 北芝里, Pukchi-ri) - Szamdzsigang-ri (삼지강리; 三支江里, Samjigang-ri) - Szorim-ri (서림리; 西林里, Sŏrim-ri) - Szovon-ri (서원리; 書院里, Sŏwŏn-ri) - Szokthan-ri (석탄리; 石灘里, Sŏkt'an-ri) - Singot-ri (신곶리; 新串里, Singot-ri) - Sinhvanpho-ri (신환포리; 新換浦里, Sinhwanp'o-ri) - Janggje-ri (양계리; 陽溪里, Yanggye-ri) - Csangguk-ri (장국리; 墻菊里, Changguk-ri) - Csecshon-ri (재천리; 財泉里, Chaech'ŏn-ri) - Cshonma-ri (천마리; 天摩里, Ch'ŏnma-ri) - Cshongcshon-ri (청천리; 淸泉里, Ch'ŏngch'ŏn-ri) |

## Gazdaság
Cserjong (Chaeryŏng) megye gazdasága főként mezőgazdaságra és állattenyésztésre épül.

## Oktatás
Cserjong (Chaeryŏng) megye, 4 főiskolának, 29 általános és 29 középiskolának ad otthont.

## Egészségügy
A megye számos egészségügyi intézménnyel rendelkezik, köztük 1 megyei és 11 helyi kórházzal.

## Közlekedés
A megye közutakon a szomszédos helységek felől közelíthető meg. A megye vasúti kapcsolattal rendelkezik, az Ulljul (Ŭnryul) vonal része.